# 中村千怜
中村 千怜（なかむら ちさと、1977年10月12日 - ）は、日本のタレント、女優。スタッフ・アップに所属し、PRの企画とイベントの運営にも携わっていた。
東京都出身。國學院大學経済学部卒業。

## 出演
脚注の無いデータは、すべてスタッフ・アップ在籍当時のプロフィールからの参考。

### テレビ番組
- 下町ワイド お店最前線（2003年、葛飾テレビ） - リポーター
- 中居正広の金曜日のスマたちへ（2003年、TBS） - 赤服
- スパスパ人間学!（2004年、TBS） - モデル
- 秘湯ロマン（2005年・2006年・2008年、テレビ朝日）[3]
- 中国完食プロジェクト（2007年、BS-i）

### テレビドラマ
- 信濃のコロンボ事件ファイル 12 陰画の構図（2006年、テレビ東京/BSジャパン） - 芸者・春奴 役
- 密会の宿 6（2007年、テレビ東京/BSジャパン）
- 妻たちからの三行半〜夫たちの㊙離婚回避マニュアル〜（2008年、フジテレビ）[3]
- ゆっくり歩け、空を見ろ（2008年、関西テレビ）[3]
- ハマの静香は事件がお好き 5（2008年、フジテレビ） - アナウンサー 役
- サギ師リリ子 第1・2・3・5・13話（2009年、テレビ東京）[3]
- 緑川警部シリーズ 1・2・4（2009年・2010年・2012年、TBS）[3]

### CM
- アイク（2004年、CFJ）
- 日立プロセッサー（2004年、日立製作所）
- ファイアーエムブレム 聖魔の光石（2004年、任天堂）
- インテリジェンス（2005年）
- JALエービーシー（2007年） - イメージキャラクター